# Batalla de Palermo (254 a. C.)
Durante la primera guerra púnica hubo dos batallas en Palermo: en la primera, en el 254 a.C., los romanos conquistaron Panormus; en la segunda, en el 251 a. C., los romanos defendieron eficazmente la ciudad del asalto de los cartagineses. Ambos enfrentamientos pertenecen a la fase terrestre de la guerra en la que, sin embargo, las batallas terrestres tuvieron poca importancia. La primera guerra púnica se decidió en el mar y, sobre todo, en términos de financiación de las flotas.

## Antecedentes
Después de la  derrota en Túnez, Roma también tuvo que sufrir la destrucción casi total de la flota que trajo de vuelta a Italia las legiones de los derrotados y capturaron a Marco Atilio Régulo. Polibio nos informa que para el naufragio, que ocurrió a lo largo de la costa este de Sicilia, trescientos sesenta y cuatro barcos quedaron solo ochenta.
Cartago, animada por la victoria en tierra y convencida de que era más fuerte en el mar debido a la destrucción de la flota enemiga, envió a  Asdrúbal a Sicilia, confiándole el mando de los soldados ya presentes en la isla, incluidos los estacionados en Heraclea Minoa y ciento cuarenta elefantes. Evidentemente, la lección que Santippo había dado a Túnez había sido tomada por los cartagineses. Para reforzar la flota que había sido parcialmente destruida y parcialmente capturada en el  Cabo Ecnomo, Cartago también construyó doscientas nuevas naves.  Asdrúbal tomó tierra en Lilybaeum y comenzó a entrenar a sus hombres. Estaba claro que quería conocer a los romanos en el campo.
Conociendo los movimientos de los cartagineses, los romanos decidieron reconstruir la flota y en sólo tres meses montaron doscientos veinte barcos y se los entregaron a los cónsules Cneo Cornelio Escipión Asina en su segundo mandato, después del desafortunado juicio de las islas Lípari y Aulo Atilio Calatino, también en su segundo mandato.

## La batalla
Habiendo perdido la mayor parte de su flota en la tormenta del 255 a. C., los romanos la reconstruyeron rápidamente, por lo que añadieron 220 nuevos barcos, y lanzaron una decidida ofensiva en Sicilia; toda su armada, al mando de ambos cónsules, atacó Panormus a principios del 254 a. C., una gran ciudad para la época, de las mayores urbes sicilianas aún fieles a Cartago y la más importante económicamente, situada en la costa norte con una población de aproximadamente setenta mil habitantes —en la actualidad conocida como Palermo—. La prosperidad de la ciudad se basaba en el comercio y la pesca, lo que provocaba una inusual falta de agricultura, y la zona que la rodeaba estaba densamente arbolada, incluso cerca de las puertas. En consecuencia a la incursión romana, Panormus fue rodeada y bloqueada, y se instalaron máquinas de asedio, lo que abrió una brecha en las murallas que los asaltantes utilizaron para capturar la ciudad exterior sin dar cuartel. La interior se rindió rápidamente. Finalmente, catorce mil habitantes pudieron pagar su propio rescate y otros trece mil fueron vendidos como esclavos.
El historiador griego Polibio, brevemente, expone sobre la batalla que:

... (la ciudad) Vieja, por otra parte, después de que esto sucedió, se encontró en peligro. Así que los habitantes la entregaron rápidamente.

## Después de la batalla
Gran parte de la Sicilia interior occidental pasó entonces a manos de los romanos: Ietas, Solunte, Petra y Tíndaris llegaron a un acuerdo. En el 252 a. C., estos últimos capturaron Thermae y Lípari, que habían quedado aisladas por la caída de Panormus. A finales del 253 a. C. o principios del 252 a. C., se enviaron refuerzos cartagineses a Sicilia bajo el mando de Asdrúbal, quien había participado en las dos batallas contra los romanos en África. Estos últimos, según Polibio, esquivaron la batalla en el 252 a. C. y en el 251 a. C. porque temían a los elefantes de guerra que los cartagineses habían enviado a Sicilia. El historiador Nigel Bagnall sugiere que los supervivientes de la batalla contra Jantipo transmitieron «historias horribles» sobre la eficacia de la caballería y los elefantes enemigos en el combate abierto. En consecuencia, los cartagineses, probablemente con un ejército más pequeño que el de los romanos, dominaron las llanuras, mientras que estos permanecieron en terrenos más altos y quebrados, donde gran parte del efecto de la caballería y los elefantes se habría anulado. Ambos bandos se negaron a enfrentarse en el terreno preferido del enemigo.